# Projektiver Test
Projektive Tests (auch Persönlichkeits-Entfaltungsverfahren oder Deutungstests) sind eine Gruppe psychologischer Untersuchungsmethoden, die meist anhand von auslegungsfähigem Bildmaterial (z. B. standardisierten Tintenklecksen beim Rorschachtest mit der Frage: „Was könnte das sein?“) Projektionen des Probanden abrufen, die dann Rückschlüsse über seine Persönlichkeit erlauben sollen. Dahinter steht der Gedanke, dass diese Projektionen von Einstellungen, Motiven und innersten Wünschen des Probanden beeinflusst sind und daher eine diagnostische Aussage zulassen. Diese Form der Interpretation nennt man Deutung.

## Bekannte projektive Verfahren
Neben dem Rorschach-Test gibt es andere bekannte und relativ häufig verwendete projektive Testverfahren, z. B. Thematischer Apperzeptionstest (TAT), hier werden Bilder von mehrdeutigen Situationen gezeigt, der Proband soll erzählen, was seiner Meinung nach geschieht. Hier gibt es mit dem Children’s Apperception Test (CAT) auch eine Version für Kinder.
Der Wartegg-Zeichentest ist ein weiteres häufig eingesetztes projektives Verfahren, in dem nach Testvorgabe ein Bild gezeichnet werden soll, ebenso der Baum-Test.
Besonders für die Arbeit mit Kindern ist Familie in Tieren (FIT) geeignet. Das Kind wird aufgefordert, alle Familienmitglieder als Tiere zu malen. Eine andere Variante ist der Test Die verzauberte Familie. Beim Scenotest soll das Kind eine Szenerie mit Puppen, Figuren und Bauteilen aufbauen. Beim Rosenzweig PF (Picture-Frustration-Test PFT), den es auch für Erwachsene gibt, soll das Kind zu Bildern, in denen Konfliktsituationen dargestellt sind, passende Antworten für die Sprechblasen der dort handelnden Personen erfinden.

## Vorteile und Kritik
Der Vorteil von projektiven Tests liegt unter anderem darin, dass es keine richtigen oder falschen Antworten gibt, der Proband ist also von dem Druck der „sozialen Erwünschtheit“ entlastet. Besonders bei der Testung von Kindern bedeutet dies, dass sie dem Anwender etwas mitteilen können, ohne ein schlechtes Gewissen haben zu müssen.
Gleichzeitig ist dies auch ihr größter Nachteil. Wenn nicht klar vorgegeben ist, was als richtig oder falsch bewertet wird, hängt die Qualität der Auswertung und damit die Qualität der Diagnose allein vom Auswerter ab (man spricht hier auch von niedriger Auswertungsobjektivität). Auch die anderen wichtigen Gütekriterien eines psychologischen Tests (Reliabilität, Validität) fallen für projektive Verfahren weit schlechter aus als für objektive Tests. Für den Bereich beruflicher Motivation (Leistungs-, Macht- und Bindungsmotiv) gibt es aber inzwischen schon psychometrisch deutlich verbesserte Verfahren, wie das Multi-Motiv-Gitter (MMG) und den operanten Motiv-Test (OMT) (beide in Sarges & Wottawa, 2004).
Es hat durchaus Berechtigung in der Auswertung klassischer projektiver Tests mehr eine Kunst als eine wissenschaftliche Methode zu sehen. Trotzdem finden projektive Testverfahren immer noch häufige Anwendung. In den USA ist 1993 die bislang jüngste Auflage des Rorschach-Tests erschienen. Die fehlende bzw. eingeschränkte Möglichkeit, projektive Verfahren zu standardisieren, gilt aber im Prinzip auch für das häufigste psychologische Erhebungsmittel, die biographische Anamnese.
Es gibt daher gute Gründe für die Annahme, dass die Verletzungen der Testgütekriterien (Objektivität, Reliabilität, Validität) nicht immer als Zeichen für die Unbrauchbarkeit eines Tests verstanden werden müssen. Dies ist exemplarisch für den Thematischen Apperzeptionstest nachlesbar.
Die Kritiken an den projektiven Tests werden durch den Mehrdimensionalen Zeichentest relativiert, der die strukturelle und thematische Projektion im Rahmen der Auswertung trennt.